# Татарешты (Кагульский район)
Татарешты (рум. Tătărești, Тэтэрешть) — село в Кагульском районе Молдавии.
Относится к сёлам, не образующим коммуну.

## География
Село расположено на высоте 130 метров над уровнем моря, расположено на расстоянии 32 км от Кагула и в 172 км от Кишинёва.
Через село, по направлению с севера на юг протекает река Большая Салчия (правый приток реки Ялпуг).

## История
Впервые село упоминается под названием Татар-Баурчи в 1780 году.

## Население
По данным переписи населения 2004 года, в селе Тэтэрешть проживает 2156 человек (1093 мужчины, 1063 женщины).
Этнический состав села:
| Национальность | Число жителей | Процентный состав |
| -------------- | ------------- | ----------------- |
| молдаване      | 2053          | 95.22             |
| русские        | 28            | 1.3               |
| болгары        | 28            | 1.3               |
| украинцы       | 26            | 1.21              |
| гагаузы        | 8             | 0.37              |
| румыны         | 6             | 0.28              |
| цыгане         | 5             | 0.23              |
| прочие         | 2             | 0.09              |
| Всего          | 2156          | 100 %             |